# Ptilinopus regina
Ptilinopus regina е вид птица от семейство Гълъбови (Columbidae).

## Разпространение
Видът е разпространен в Австралия, Индонезия и Източен Тимор.